# Sœurs de Sainte-Anne
Les Sœurs de Sainte-Anne (en latin : Sororum Sanctae Annae) sont une congrégation religieuse féminine enseignante et hospitalière de droit pontifical.

## Histoire
En 1848, Paul-Loup Archambault (1787-1858), curé de Vaudreuil, organise une communauté de jeunes femmes en les préparant à la vie religieuse dans le but de les envoyer dans les écoles mixtes des zones rurales du Québec. Ignace Bourget, évêque de Montréal, bien qu'il désapprouve les écoles mixtes, accorde à la communauté d'ouvrir un noviciat et, le 8 septembre 1850, il reçoit les vœux du premier groupe de postulantes.
En plus de sœur Marie-Anne Blondin, quatre autres religieuses sont présentes le 8 septembre 1850 pour la fondation de la communauté religieuse. Il y a sœur Marie-de-la-Conception, sœur Marie-Michel, sœur Marie-de-l’Assomption ainsi que sœur Marie-de-la-Nativité. Les Sœurs de Sainte-Anne ont comme objectif de faire valoir l’éducation et la santé dans les milieux ruraux. Dans les campagnes, l’accès à des institutions de santé et aux écoles est limité et est concentré davantage dans les grandes villes. Esther Blondin se donne donc le mandat de remédier à cette situation qu’elle trouve pitoyable. La communauté religieuse des sœurs de Sainte-Anne se donne comme mission d’instruire les enfants plus éloignés de ces villes et de veiller au bon fonctionnement du système de santé dans ces milieux.
Les sœurs ouvrent plusieurs écoles et pensionnats dans les campagnes autour de la grande région de Montréal. Elles accompagnent leurs élèves dans leur cheminement et dans leurs organisations. Elles sont responsables de la vie des écoles et de leurs projets. Elles organisent régulièrement des activités parascolaires. Leur éducation vise le dépassement de soi. La direction a pour but de prévenir l’échec scolaire. Elles donnent aux élèves des bulletins pour observer le progrès.
Les Sœurs de Sainte-Anne enseignent des matières de base ainsi que le catéchisme. Elles forment aussi des institutrices et des enseignantes qui prendront éventuellement leur place dans les classes. Leurs enseignements sont très variés. Elles forment autant des musiciennes que des infirmières. Les Sœurs de Sainte-Anne proposent et organisent différentes activités. Elles veulent garder leurs étudiantes stimulées et diverties. Par exemple, elles organisent des journées en bateau et des journées à la cabane à sucre. Elles dirigent plusieurs projets éducatifs et misent sur l’enseignement dans les écoles normales.
Les sœurs de Sainte-Anne sont une communauté importante pour la paroisse de Saint-Jérôme qui deviendra par la suite, la ville de Saint-Jérôme. Elles arrivent à Saint-Jérôme en 1864 après avoir été attiré par le Curé Groulx qui s’occupe alors de la paroisse.  Leur rêve, lors de leur arrivée, est d’instruire les jeunes filles de la paroisse. Elles occuperont ce rôle pendant plus de 100 ans.  Les sœurs auront pour but d’assurer la destinée du couvent, ainsi que celle de l’école de Saint-Jérôme. À l’automne 1864, elles sont cinq religieuses à accueillir 62 pensionnaires et 80 externes. Le rôle des sœurs va vite grandir. En 1883, elles auront 120 pensionnaires et 255 externes.  Les sœurs s’occupent de l’éducation de près de 1300 élèves en 1930, mais, en 1960, à la suite de la réforme scolaire (la Commission Parent), elles doivent retourner à Montréal.
Au fil des années, les sœurs de Sainte-Anne auront enseigné dans plusieurs bâtiments.  La première institution est dans le parc Labelle d’aujourd’hui ou se trouvait la première Église de Saint-Jérôme.  Par la suite, en raison de la croissance de la demande, une annexe et une chapelle seront construites et bénites le 21 février 1884. En 1902, une somme de 10 000$ sera remise aux religieuses pour construire un nouveau couvent qui est sur le lieu du futur Cégep de Saint-Jérôme.  En 1929, les sœurs décident de construire un nouveau pensionnat à côté de celui de 1903. Ces deux pensionnats existent toujours aujourd’hui et sont respectivement les ailes A et B du Cégep de Saint-Jérôme.  En 1914, le gouvernement permet aux sœurs de Sainte-Anne de fonder les premières écoles "normalesʺ des Laurentides, mais à cause de la guerre, elles n’ouvriront qu’en 1923. En 1920, les sœurs de Sainte-Anne occupent la direction de quatre écoles : l’école de Labelle, l’école Saint-Joseph, l’école Saint-Jean Baptiste et l’école Saint-Louis.
Le premier guide des sœurs est Marie-Anne Blondin (1809-1890), déjà novice de la congrégation de Notre-Dame de Montréal et directrice de l'école de Vaudreuil. Elle est considérée comme fondatrice de l'institut. Elle fonde le collège Sainte-Anne en 1861.
L'institut reçoit le décret de louange le 14 mars 1863, il est approuvé définitivement par le Saint Siège le 2 mai 1884 et ses constitutions sont reconnus le 6 janvier 1903.

## Activités et diffusion

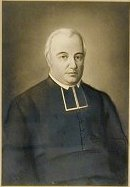
Paul-Loup Archambault

Elles se consacrent principalement à l'enseignement mais aussi à des œuvres d'assistance sociale et sanitaire.
Elles sont présentes en: 
- Amérique : Canada, États-Unis, Chili, Haïti.
- Afrique : Cameroun.

La maison-mère est à Lachine, un arrondissement de Montréal.
En 2017, la congrégation comptait 412 sœurs dans 33 maisons.